# Jennifer Pressman
Jennifer Pressman (New York, 20 gennaio 1972) è una conduttrice radiofonica e giornalista statunitense naturalizzata italiana.

## Biografia
Nata e cresciuta a New York, Jennifer Pressman si laurea in comunicazione e giornalismo alla New York University nel 1994 e l'anno seguente approda a Milano come corrispondente estera per varie testate e agenzie stampa americane nonché insegnante d'inglese.
Alcuni anni dopo essersi trasferita in Italia, Pressman ha preso parte in sostituzione di Simona Volta alla conduzione de La famiglia (già Ed ecco a voi), programma mattutino di RTL 102.5, accompagnando, negli anni Antonio Gerardi, Luca Viscardi, Fernando Proce, Silvia Annicchiarico, Paoletta, Sara Calogiuri, Emanuele Carocci, e Massimo Galanto. Conosciuta nella radiofonia italiana in particolar modo per il suo accento americano, cura tra l'altro la rubrica Notizie inutili del mondo all'interno de La Famiglia e conduce anche uno spazio con notizie in inglese all'interno del giornale orario della stessa emittente.